# Wyndham St. John
Wyndham „Wyn“ St. John (* 30. Mai 1959 in Vancouver, British Columbia; † 6. März 2023 in Spanien) war eine kanadische Reiterin.

## Leben
Sie begann als Kind ihre Reiterkarriere im Southlands Riding Club in Vancouver. Von 1979 bis 1991 unterbrach sie die Reiterei, um sich auf ihr Studium an der University of California und am Boston College zu konzentrieren, wo sie ihren Bachelor-Abschluss in Krankenpflege (nursing) erhielt. Im Bostoner Kinderkrankenhaus spezialisierte sie sich auf Kinder mit Knochenmarktransplantation. Wyndham heiratete Nicolas Tafuro und arbeitete Teilzeit im Krankenhaus der University of Oregon. Seit 1998 lebte und trainierte sie in England. Bei den Olympischen Sommerspielen 2000 in Sydney nahm St. John mit ihrem Pferd Oliver im Vielseitigkeits-Einzel teil. 2014 wechselte sie zum Springreiten und nahm in ganz Europa an Turnieren teil. Während eines Turniers in Spanien platzte bei ihr ein Aneurysma, wodurch sie von ihrem Pferd stürzte und später in einem Krankenhaus verstarb.